# Comissão Parlamentar Conjunta
A Comissão Parlamentar Conjunta do Mercosul (CPC) era o órgão representativo dos parlamentos no Mercosul e foi substituído pelo Parlamento do Mercosul a partir de 7 de maio de 2007.
Tinha autonomia mas não faculdades decisórias próprias. Estava integrado por 16 parlamentares de cada estado parte eleitos pelos próprios parlamentos nacionais.
A Comissão Parlamentar Conjunta do Mercosul foi criada em dezembro de 1994 pelo Protocolo de Ouro Preto (arts. 22-27).

## Competências e funcionamento

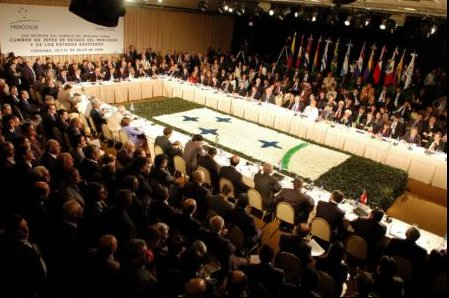
Cúpula do Mercosul (2006).

A Comissão Parlamentar Conjunta tinha como funções principais acelerar os procedimentos internos para a entrada em vigor das normas emanadas dos órgãos do Mercosul e ajudar na harmonização de legislações.
Adicionalmente o Conselho do Mercado Comum podia solicitar o exame de temas prioritários.
A Comissão Parlamentar Conjunta estava integrada por 16 parlamentares de cada país membro. Em 2006 eram 80.
Como outros órgãos do Mercosul, o máximo nível da CPC era a reunião plenária, que se reunia duas vezes ao ano, usualmente em coincidência com as Cúpulas do Mercosul.
Possuía além disso uma Mesa Executiva, a Presidência Pro Tempore e uma Secretaria Administrativa Parlamentar Permanente (SAPP).
Funcionava por meio de seções nacionais e subcomissões.
O regulamento vigente da CPC ao momento de seu encerramento havia sido estabelecido na XV Reunião Plenária, de 28 de junho de 2000, em Santa Fé, Argentina.